# نادي مونز
نادي مونز (بالإنجليزية: R.A.E.C. Mons)‏ نادي كرة قدم بلجيكي يلعب في دوري الدرجة الممتازة . تم تأسيس النادي في سنة 1909 .